# 26640 Bahýľ
26640 Bahýľ è un asteroide della fascia principale. Scoperto nel 2000, presenta un'orbita caratterizzata da un semiasse maggiore pari a 2,9811715 UA e da un'eccentricità di 0,1270229, inclinata di 13,64350° rispetto all'eclittica.